# Jhetsaphat Khuantanom
Jhetsaphat Khuantanom (thailändisch เจตน์สพัชญ์ ควรถนอม; * 28. Januar 2005), auch als Bes bekannt, ist ein thailändischer Fußballspieler.

## Karriere

### Verein
Jhetsaphat Khuantanom erlernte das Fußballspielen in der Jugend des Erstligisten Buriram United. Mit der U23-Mannschaft von Buriram nahm er 2024 an der U23-Liga teil. Hier belegte er mit dem Team den zweiten Platz. Ende Dezember 2024 wechselte er auf Leihbasis zum Zweitligisten Kanchanaburi Power FC. Sein Zweitligadebüt für den Verein aus Kanchanaburi gab Khuantanom am 15. März 2025 (29. Spieltag) im Auswärtsspiel gegen den Chiangmai United FC. Bei dem 3:0-Auswärtssieg stand er in der Startelf und wurde in der 87. Minute gegen Richard Gertsch ausgewechselt. Am Ende der Saison 2024/25 belegte er mit dem Verein den vierten Tabellenplatz und qualifizierte sich somit für die Play-off-Spiele zur ersten Liga. Im Halbfinale konnte man sich gegen den fünftplatzierten Mahasarakham SBT FC durchsetzen. Im Finale traf man auf den Phrae United FC. Das Hinspiel im eigenen Stadion gewann man mit 3:2. Das Rückspiel endete 2:2. Kanchanaburi gewann mit insgesamt 5:4 und stieg somit in die erste Liga auf. Nach dem Aufstieg wurde sein Leihvertrag im Mai 2025 nicht verlängert. Für Kanchanaburi bestritt er ein Ligaspiel. Nach der Ausleihe kehrte er nach Buriram zurück.

### Nationalmannschaft
Jhetsaphat Khuantanom spielte 2024 siebenmal in der thailändischen U19-Nationalmannschaft. Mit dem Team nahm er 2024 an der ASEAN U-19 Boys' Championship in Indonesien teil. Hier stand man im Finale, das man jedoch gegen den Gastgeber Indonesien mit 1:0 verlor. 2025 nahm er mit der U20-Mannschaft an der U20-Asienmeisterschaft in China teil. Hier schied man jedoch nach der Gruppenphase aus.

## Erfolge

### Verein
Buriram United U23
- Thailändischer U23-Vizemeister: 2024

### Nationalmannschaft
Thailand U19
- ASEAN U-19 Boys' Championship: 2024 (2. Platz)